# Dinosperma melanophloium
Dinosperma melanophloium är en vinruteväxtart som först beskrevs av Cyril Tenison White, och fick sitt nu gällande namn av Thomas Gordon Hartley. Dinosperma melanophloium ingår i släktet Dinosperma och familjen vinruteväxter. Inga underarter finns listade i Catalogue of Life.